# 昂班山
45°09′25″N 06°53′03″E / 45.15694°N 6.88417°E

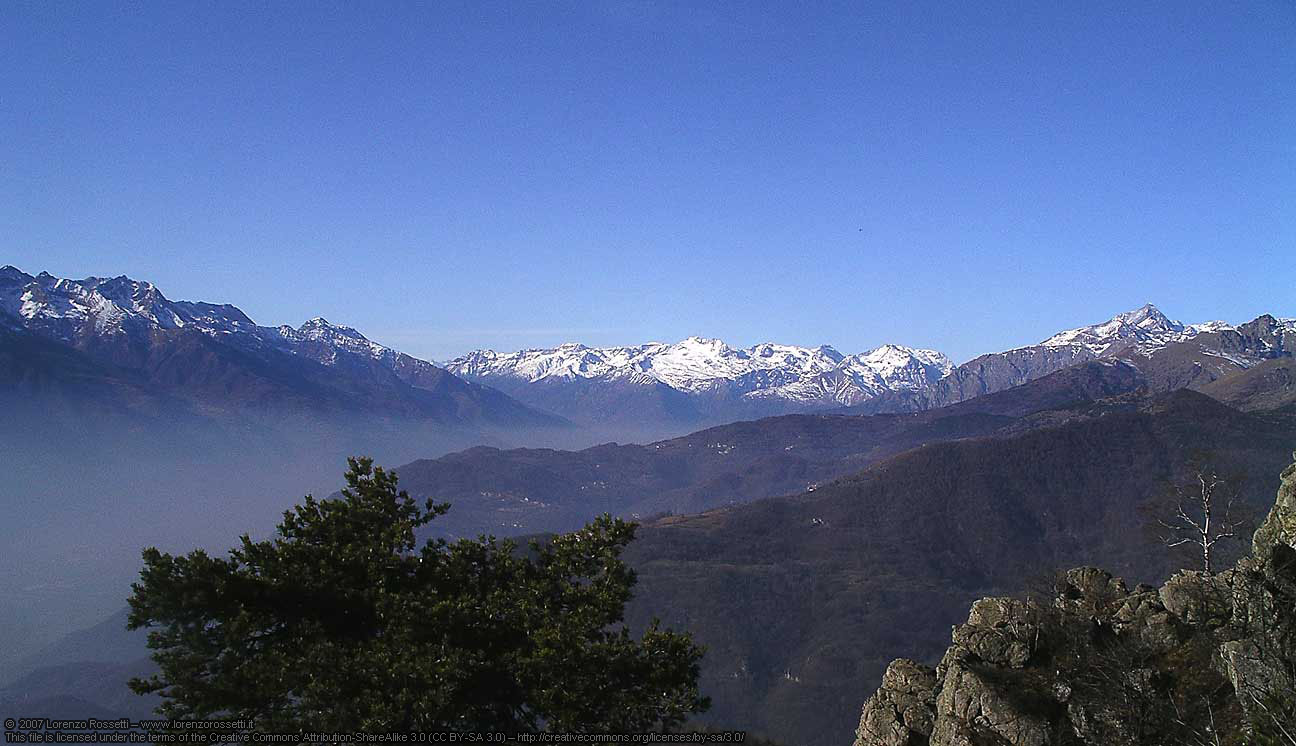

昂班山（法語：Mont d'Ambin），是南歐的山峰，位於法國和意大利接壤的邊境，屬於科蒂安阿爾卑斯山脈的一部分，海拔高度3,378米，每年平均降雨量1,479毫米。